# Лонге, Эдгар
Эдгар Лонге (фр. Edgar Longuet; 18 августа 1879, Рамсгит, Великобритания, — 12 декабря 1950, Альфорвилль, Франция) — французский медик и общественный деятель, участник французского Сопротивления. Сын Женни и Шарля Лонге и внук Карла Маркса.

## Биография
Родился в 1879 году. Начал участвовать в молодёжных социалистических кружках еще будучи в школе. Вступил в Социалистическую партию, членом которой являлся более 30 лет, но перед началом Второй мировой войны стал критиковать партийную политику, а в сентябре 1938 года вышел из неё и вступил во Французскую коммунистическую партию.
Будучи по образованию медиком, Эдгар Лонге избрал своим местом проживания индустриальный пригород Парижа Альфорвилль. Там он практиковал и во время немецкой оккупации, ежедневно объезжая на велосипеде весь посёлок.
По воспоминаниям жены Эдгара Лонге, в то время семидесятилетний врач «лечил не столько лекарствами, сколько рассказами о подвигах партизан в маки и сводками Советского информбюро», и среди тридцати тысяч жителей пригородного посёлка не нашлось ни одного, кто бы выдал прямого потомка Маркса и коммуниста нацистам или коллаборационистам.
В 1948 году Эдгар Лонге посетил Москву по поводу празднования столетия «Манифеста коммунистической партии». Он стал первым из потомков Карла Маркса, побывавших в СССР.
Умер в декабре 1950 года у постели больного, которому пришёл оказать помощь.
Имел троих сыновей — художника Фредерика, политика Поля и Шарля, и двух дочерей — Колетт и Женни.